# Friedrich Mare
Friedrich Mare (* unbekannt; † 22. August 1358 in Liesborn) war von 1340 bis 1358 Abt des Benediktinerklosters Liesborn.

## Leben
Friedrich Mare lebte und arbeitete seit etwa 1332 im Kloster Liesborn. Dort besetzte er wahrscheinlich zunächst das Amt des Priors. In dieser Funktion war er in den Fund von 21 Reliquien eingebunden, die 1333 unter dem Hochaltar des Chors entdeckt wurden.
Am 27. November 1340 wurde Friedrich Mare zum Abt gewählt. Er bekleidete dieses Amt fast 18 Jahre bis zu seinem Tod 1358 und hatte in dieser Zeit mit einigen Schwierigkeiten zu kämpfen. 1343 setzte Papst Clemens IV. der Pfarrei Liesborn einen Weltpriester vor, worauf es zu einigen Auseinandersetzungen kam. 1350 wurde das Kloster mit der Pest konfrontiert, an der ein Großteil der im Kloster lebenden Menschen verstarb. 1353 brach schließlich ein Feuer aus, das beinahe das gesamte Kloster zerstörte. Die darauffolgenden Jahre war Friedrich Mare mit dem Wiederaufbau beschäftigt, bis er schließlich am 22. August 1358 starb.

## Familie
Friedrich Mare gehört zur Familie Mare, Marre oder auch Maure, die nach Helmut Müller vermutlich ritterlicher Herkunft war und einige Male im 14. Jahrhundert in den Quellen auftaucht. Bekannt ist beispielsweise ein Johannes dictus Marre, der bereits 1315 eine Rente an das Kloster Liesborn verpfändete. Agnesa Marren – möglicherweise eine Schwester von Friedrich – war 1344 Konventualin im Benediktinerinnenkloster Herzebrock.